# Soziale Mobilität

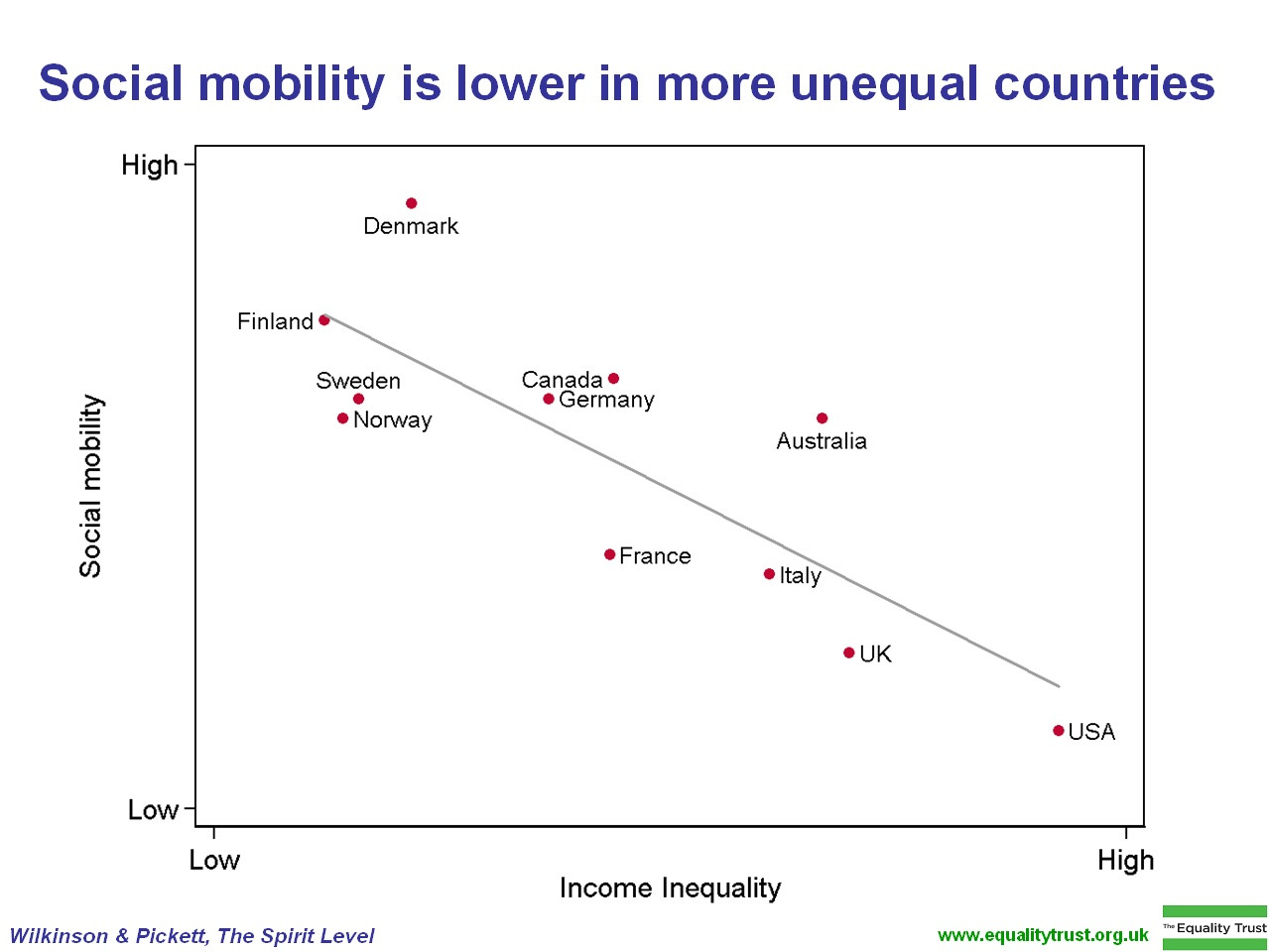
Die soziale Mobilität ist niedriger in Ländern mit höherer Einkommensungleichheit (hier in Englisch)

Soziale Mobilität bezeichnet die Bewegung von Einzelpersonen oder Gruppen zwischen unterschiedlichen sozio-ökonomischen Positionen. Beispielsweise bringt die Veränderung des Berufs oder der Stellung im Berufsleben Veränderungen im sozialen Beziehungsraum mit sich, die sich im Aufstieg oder Abstieg darstellen (vertikale Mobilität), bezogen auf eine gedachte Ordnung von sozialer Klasse oder sozialer Schichtung. Horizontale Mobilität ist die Veränderung des Berufs oder der Tätigkeit ohne Veränderung der Zugehörigkeit zur sozialen Klasse oder Schicht.
Hingegen bezeichnet die räumliche oder territoriale  Mobilität die Bewegung der Einzelpersonen im geographischen Raum (siehe auch Migration und Auswanderung).

## Begriff
Der Begriff „Soziale Mobilität“ wurde 1929 durch den russisch-amerikanischen Soziologen Pitirim Sorokin geprägt. Er bezeichnete damit Auf- und Abwärtsbewegungen sowie seitliche Bewegungen im von ihm so genannten „sozialen Raum“. Diese vollziehen sich auf der Grundlage des Wandels von Wirtschafts-, Klassen-, Berufs- und Siedlungsstrukturen (z. B. durch Industrialisierung, Rückgang der Beschäftigung in der Landwirtschaft, Verstädterung, Zunahme der Zahl abhängig Beschäftigter), aufgrund demographischer Verschiebungen (z. B. durch Veränderung der durchschnittlichen Kinderzahl oder veränderten Generationenabstand) sowie durch Veränderungen des Bildungssystems.
Soziale Durchlässigkeit nennt man die erleichterte Möglichkeit bzw. erhöhte Wahrscheinlichkeit sozialer Mobilität im Rahmen einer Ordnung von Klassen oder Schichten. Diese erhöht sich z. B. durch verbesserte Bildungschancen, durch den Verlust des Einflusses von Oligarchien und Eliten oder politische Eingriffe wie das Verbot der Diskriminierung von unterprivilegierten Ethnien oder Kasten. Für die Bewertung der Aufwärts- oder Abwärtsrichtung der Mobilität können auch das Prestige einer sozialen Position und die mit ihr verbundenen Gratifikationen (z. B. das Einkommen) eine Rolle spielen.
Soziale Mobilität ist eine Erscheinungsform des sozialen Wandels. Unterschieden wird zwischen intragenerationaler und intergenerationaler Mobilität.

### Intragenerationenmobilität
Die Intragenerationenmobilität erfolgt innerhalb eines Menschenlebens. Zu ihr gehört eine Änderung der sozialen Stellung einer Person durch Ausbildung, durch Beförderung, oft auch durch Erbschaft von der Elterngeneration oder durch wirtschaftliche Strukturveränderungen (etwa durch Schließung von Kohlengruben und Übergang in Ersatz-Erwerbszweige); dies ist nicht selten verbunden mit räumlicher Mobilität.

### Intergenerationenmobilität / Schichtmobilität
Unter Intergenerationenmobilität, der sozialen Mobilität im engeren Sinne, versteht man den sozialen Aufstieg oder Abstieg, der sich von einer Generation zur nächsten vollzieht. Im weiteren Sinne umfasst er mehrere Generationen (etwa im 19. und 20. Jahrhundert die nicht untypische Berufsabfolge Landwirt → Volksschullehrer → Arzt). Soziale Mobilität wurde von der Sozialforschung oft nur als Vater-Sohn- bzw. als Mutter-Tochter-Mobilität gemessen.

## Zentrale Fragestellungen
Zwangsläufig ist jede Untersuchung von Trends der sozialen Mobilität ein Vorstoß in die Sozialgeschichte und Wirtschaftsgeschichte, was Ursachenforschung immer einschließen sollte. Dennoch bleibt die Mobilitätsforschung oft bei der Deskription stehen.
Die Entwicklung sozialer Mobilität während der industriellen Revolution war Gegenstand zahlreicher Studien, die den Eindruck erweckten, dass es sich hierbei um eine singuläre Entwicklung handelte, die mindestens bis zum Ersten Weltkrieg auf hohem Niveau anhielt. So ergeben sich für die USA sehr hohe (um die 80 %), für England und Wales hohe, für Frankreich mittlere (knapp 50 %), für das weniger industrialisierte Schweden (knapp 30 %) geringe Werte für eine aufwärts gerichtete vertikale Mobilität im Zuge einer sich verändernden Arbeitswelt, z. B. durch berufliche Qualifikation, Arbeitsplatzwechsel, Einkommenssteigerung usw. In Deutschland erreicht diese Form der Mobilität erst zwischen 1901 und 1905 ein Maximum mit 50 %.
Allerdings gibt es Zweifel daran, ob diese Phase als Zeit eines einmaligen sozialen Umbruchs beschrieben werden kann. So scheint die räumliche Mobilität in dieser Phase wesentlich stärker ausgeprägt gewesen zu sein als die soziale Mobilität. Außerdem hat sich Mobilitätsforschung zu dieser Phase stark auf Handels- und Hafenstädte wie Köln, Marseille oder Boston fokussiert, weniger jedoch langsam wachsende Industrie- oder Bergbaustädte untersucht. Stephan Thernstrom untersuchte die Mobilität in der kleinen Industriestadt Newburyport in Neuengland zwischen 1850 und 1880, in der auch eine Zuwanderung irischer Arbeiter erfolgte, und fand eine geringe intergenerationale Aufwärtsmobilität bei guter sozialer Integration.
Für das 20. Jahrhundert gehen die meisten Studien von einer Stagnation der Mobilität auf relativ hohem Niveau bis zum Ende der 1950er Jahre aus, als die Mobilität wieder anstieg.
Nach Reinhard Schüren haben vier Fragestellungen in der jüngeren Forschung einen besonderen Stellenwert:
1. Die Frage nach dem Zusammenhang zwischen Industrialisierung, Berufsstrukturwandel und beruflicher Mobilität, wobei letztere  häufig als Indikator für die Offenheit einer Gesellschaft interpretiert werden.
2. Das Interesse am sich wandelnden Grad der Offenheit und Durchlässigkeit einer Gesellschaft, dokumentiert an der Zugänglichkeit von Elite-Positionen durch berufliche Rekrutierung und durch Heiratskreise.[6] Ist diese Durchlässigkeit gering, spricht man von hoher Selbstrekrutierung der Eliten bzw. Berufsgruppen.
3. Das Interesse an der sozialen und politischen Bedeutung und Auswirkung von Mobilität. Vor allem wurde nach der Bedeutung von Aufstiegschancen und -barrieren für die Lebenschancen, das Bewusstsein und die Bewegung der Arbeiterklasse gefragt.[7]
4. Man kann häufige oder zunehmende berufliche Mobilität oder Heiratsbeziehungen zwischen zwei oder mehr gesellschaftlichen Gruppen als Ausdruck großer oder wachsender sozialer Nähe zwischen ihnen deuten, umgekehrt geringe oder abnehmende Mobilität als Ausdruck ausgeprägter oder zunehmender sozialer Distanz.

Die These einer „Meritokratisierung“ des sozialen Positionierungsprozesses, wonach Aufwärtsmobilität von Bildung bestimmt wird, trifft für die bis 1969 Geborenen in Westdeutschland nicht zu. Es konnte gezeigt werden, dass der Zusammenhang zwischen Bildung und sozialer Positionierung über mehrere Kohorten weitgehend stabil ist und sogar in der jüngsten Kohorte abnimmt.
Die in den meisten Industrieländern in jüngerer Zeit zu beobachtende erneute Zunahme der sozialen Mobilität hat jedoch die Chancenungleichheit nicht grundsätzlich verringert. Im Gegenteil ist die Migration in diese Länder häufig zunächst mit der Abwärtsmobilität der Migranten verbunden, da ihr Human- und Sozialkapital teilweise entwertet wird. Auch ist die in Europa steigende räumliche Binnenmigration nicht mit einer sozialen Aufwärtsmobilität verbunden.

## Methodische Fragen
Da Klassen und Schichten ebenso wie Berufe und Beschäftigte in Wirtschaftszweigen dynamische Kategorien sind, deren Umfang sich ständig ändert, ergeben sich für die Messung der Intergenerationenmobilität komplexe methodische Probleme. Aus der Sicht der Skalierungstheorie handelt es sich bei den eben genannten Kategorien um die Messung von Mobilität mit Nominalskalen, was dazu führt, dass die Werte verschiedener Länder oder über mehrere Generationen hinweg nicht direkt vergleichbar sind. Auch wenn es nicht an Anstrengungen gefehlt hat, mit diesem Problem fertigzuwerden, so ist doch – bis auf Teillösungen – auf diesem Skalierungsniveau keine völlige Vergleichbarkeit von Daten zu erreichen.
Günstiger sieht es beim Vergleich von Mobilität aufgrund von Ordinalskalen beziehungsweise quasimetrischen Skalen aus, also mit Einkommen, Bildungsjahren, Besitz und Steuerklasse. Aus diesen werden oft synthetische Skalen gebildet, wie Sozialprestige und Sozialstatus, die eine statistische Synthese der eben genannten Kriterien darstellen.
Es gibt also keine „soziale Mobilität an sich“, sondern nur Mobilität auf bzw. in einer definierten Skala. Für eine Feststellung, dass die soziale Mobilität, zum Beispiel auf der Bildungsskala (gemessen in Bildungsjahren und Qualifikationsstufen) zugenommen oder abgenommen hat, ist es notwendig, diese Bildungsskala auf Standardwerte zu normieren. Allerdings wurde in der Mobilitätsforschung nie ausschließlich mit quantitativen Verfahren gearbeitet.